# Chặng đua MotoGP Indonesia 2023
Chặng đua MotoGP Indonesia 2023 là chặng đua thứ 15 của mùa giải đua xe MotoGP 2023. Chặng đua diễn ra từ ngày 13/10/2023 đến ngày 15/10/2023 ở trường đua Mandalika, Indonesia.
Jorge Martin của đội đua Pramac Racing chiến thắng cuộc đua Sprint race để vươn lên dẫn đầu bảng xếp hạng tổng với 328 điểm. Nhưng một ngày sau đó Martin lại để ngã xe trong cuộc đua chính, còn Francesco Bagnaia của đội đua Ducati Corse giành được chiến thắng và giành lại ngôi đầu bảng với 346 điểm.

## Kết quả phân hạng thể thức MotoGP
| Fastest session lap |

| Stt                | Số xe | Tay đua               | Xe      | Kết quả      | Kết quả  |
| Stt                | Số xe | Tay đua               | Xe      | Q1           | Q2       |
| ------------------ | ----- | --------------------- | ------- | ------------ | -------- |
| 1                  | 10    | Luca Marini           | Ducati  | 1:30.383     | 1:29.978 |
| 2                  | 12    | Maverick Viñales      | Aprilia | Vào thẳng Q2 | 1:30.009 |
| 3                  | 41    | Aleix Espargaró       | Aprilia | Vào thẳng Q2 | 1:30.132 |
| 4                  | 20    | Fabio Quartararo      | Yamaha  | Vào thẳng Q2 | 1:30.516 |
| 5                  | 33    | Brad Binder           | KTM     | Vào thẳng Q2 | 1:30.698 |
| 6                  | 89    | Jorge Martín          | Ducati  | Vào thẳng Q2 | 1:30.742 |
| 7                  | 49    | Fabio Di Giannantonio | Ducati  | Vào thẳng Q2 | 1:30.766 |
| 8                  | 93    | Marc Márquez          | Honda   | Vào thẳng Q2 | 1:30.864 |
| 9                  | 72    | Marco Bezzecchi       | Ducati  | Vào thẳng Q2 | 1:30.908 |
| 10                 | 43    | Jack Miller           | KTM     | Vào thẳng Q2 | 1:30.970 |
| 11                 | 23    | Enea Bastianini       | Ducati  | 1:30.527     | 1:31.061 |
| 12                 | 88    | Miguel Oliveira       | Aprilia | Vào thẳng Q2 | 1:31.193 |
| 13                 | 1     | Francesco Bagnaia     | Ducati  | 1:30.626     | N/A      |
| 14                 | 5     | Johann Zarco          | Ducati  | 1:30.713     | N/A      |
| 15                 | 20    | Franco Morbidelli     | Yamaha  | 1:30.729     | N/A      |
| 16                 | 44    | Pol Espargaró         | KTM     | 1:31.006     | N/A      |
| 17                 | 25    | Raúl Fernández        | Aprilia | 1:31.031     | N/A      |
| 18                 | 37    | Augusto Fernández     | KTM     | 1:31.034     | N/A      |
| 19                 | 36    | Joan Mir              | Honda   | 1:31.143     | N/A      |
| 20                 | 30    | Takaaki Nakagami      | Honda   | 1:31.192     | N/A      |
| 21                 | 42    | Álex Rins             | Honda   | 1:31.458     | N/A      |
| Kết quả chính thức |       |                       |         |              |          |

## Kết quả Sprint race
| Stt                                                             | Số xe | Tay đua               | Đội đua                      | Xe      | Lap | Kết quả        | Xuất phát | Điểm |
| --------------------------------------------------------------- | ----- | --------------------- | ---------------------------- | ------- | --- | -------------- | --------- | ---- |
| 1                                                               | 89    | Jorge Martín          | Prima Pramac Racing          | Ducati  | 13  | 19:49.711      | 6         | 12   |
| 2                                                               | 10    | Luca Marini           | Mooney VR46 Racing Team      | Ducati  | 13  | +1.131         | 1         | 9    |
| 3                                                               | 72    | Marco Bezzecchi       | Mooney VR46 Racing Team      | Ducati  | 13  | +2.081         | 9         | 7    |
| 4                                                               | 12    | Maverick Viñales      | Aprilia Racing               | Aprilia | 13  | +2.720         | 2         | 6    |
| 5                                                               | 20    | Fabio Quartararo      | Monster Energy Yamaha MotoGP | Yamaha  | 13  | +3.121         | 4         | 5    |
| 6                                                               | 49    | Fabio Di Giannantonio | Gresini Racing MotoGP        | Ducati  | 13  | +4.203         | 7         | 4    |
| 7                                                               | 23    | Enea Bastianini       | Ducati Lenovo Team           | Ducati  | 13  | +4.981         | 11        | 3    |
| 8                                                               | 1     | Francesco Bagnaia     | Ducati Lenovo Team           | Ducati  | 13  | +5.465         | 13        | 2    |
| 9                                                               | 43    | Jack Miller           | Red Bull KTM Factory Racing  | KTM     | 13  | +7.852         | 10        | 1    |
| 10                                                              | 88    | Miguel Oliveira       | CryptoData RNF MotoGP Team   | Aprilia | 13  | +8.942         | 12        |      |
| 11                                                              | 30    | Takaaki Nakagami      | LCR Honda Idemitsu           | Honda   | 13  | +12.034        | 20        |      |
| 12                                                              | 5     | Johann Zarco          | Prima Pramac Racing          | Ducati  | 13  | +14.015        | 14        |      |
| 13                                                              | 37    | Augusto Fernández     | GasGas Factory Racing Tech3  | KTM     | 13  | +14.823        | 18        |      |
| 14                                                              | 25    | Raúl Fernández        | CryptoData RNF MotoGP Team   | Aprilia | 13  | +15.699        | 17        |      |
| 15                                                              | 21    | Franco Morbidelli     | Monster Energy Yamaha MotoGP | Yamaha  | 13  | +23.331        | 15        |      |
| 16                                                              | 36    | Joan Mir              | Repsol Honda Team            | Honda   | 13  | +24.894        | 19        |      |
| 17                                                              | 44    | Pol Espargaró         | GasGas Factory Racing Tech3  | KTM     | 13  | +27.169        | 16        |      |
| 18                                                              | 42    | Álex Rins             | LCR Honda Castrol            | Honda   | 13  | +28.980        | 21        |      |
| 19                                                              | 33    | Brad Binder           | Red Bull KTM Factory Racing  | KTM     | 13  | +43.090        | 5         |      |
| Ret                                                             | 41    | Aleix Espargaró       | Aprilia Racing               | Aprilia | 7   | Hư xe          | 3         |      |
| Ret                                                             | 93    | Marc Márquez          | Repsol Honda Team            | Honda   | 0   | Ngã xe         | 8         |      |
| DNS                                                             | 73    | Álex Márquez          | Gresini Racing MotoGP        | Ducati  |     | Không tham gia |           |      |
| Fastest sprint lap: Marco Bezzecchi (Ducati) – 1:30.724 (lap 5) |       |                       |                              |         |     |                |           |      |
| Kết quả chính thức                                              |       |                       |                              |         |     |                |           |      |

- Álex Márquez bị chấn thương nên rút tên khỏi danh sách thi đấu.[5]

## Kết quả đua chính thể thức MotoGP
| Stt                                                       | Số xe | Tay đua               | Đội đua                      | Xe      | Lap | Kết quả         | Xuất phát | Điểm |
| --------------------------------------------------------- | ----- | --------------------- | ---------------------------- | ------- | --- | --------------- | --------- | ---- |
| 1                                                         | 1     | Francesco Bagnaia     | Ducati Lenovo Team           | Ducati  | 27  | 41:20.293       | 13        | 25   |
| 2                                                         | 12    | Maverick Viñales      | Aprilia Racing               | Aprilia | 27  | +0.306          | 2         | 20   |
| 3                                                         | 20    | Fabio Quartararo      | Monster Energy Yamaha MotoGP | Yamaha  | 27  | +0.433          | 4         | 16   |
| 4                                                         | 49    | Fabio Di Giannantonio | Gresini Racing MotoGP        | Ducati  | 27  | +6.962          | 7         | 13   |
| 5                                                         | 72    | Marco Bezzecchi       | Mooney VR46 Racing Team      | Ducati  | 27  | +11.111         | 9         | 11   |
| 6                                                         | 33    | Brad Binder           | Red Bull KTM Factory Racing  | KTM     | 27  | +11.228         | 5         | 10   |
| 7                                                         | 43    | Jack Miller           | Red Bull KTM Factory Racing  | KTM     | 27  | +12.474         | 10        | 9    |
| 8                                                         | 23    | Enea Bastianini       | Ducati Lenovo Team           | Ducati  | 27  | +12.684         | 11        | 8    |
| 9                                                         | 42    | Álex Rins             | LCR Honda Castrol            | Honda   | 27  | +22.540         | 21        | 7    |
| 10                                                        | 41    | Aleix Espargaró       | Aprilia Racing               | Aprilia | 27  | +30.468         | 3         | 6    |
| 11                                                        | 30    | Takaaki Nakagami      | LCR Honda Idemitsu           | Honda   | 27  | +30.823         | 20        | 5    |
| 12                                                        | 88    | Miguel Oliveira       | CryptoData RNF MotoGP Team   | Aprilia | 27  | +36.639         | 12        | 4    |
| 13                                                        | 25    | Raúl Fernández        | CryptoData RNF MotoGP Team   | Aprilia | 27  | +42.864         | 17        | 3    |
| 14                                                        | 21    | Franco Morbidelli     | Monster Energy Yamaha MotoGP | Yamaha  | 23  | +4 laps         | 15        | 2    |
| Ret                                                       | 5     | Johann Zarco          | Prima Pramac Racing          | Ducati  | 14  | Ngã xe          | 14        |      |
| Ret                                                       | 89    | Jorge Martín          | Prima Pramac Racing          | Ducati  | 12  | Ngã xe          | 6         |      |
| Ret                                                       | 36    | Joan Mir              | Repsol Honda Team            | Honda   | 11  | Ngã xe          | 19        |      |
| Ret                                                       | 37    | Augusto Fernández     | GasGas Factory Racing Tech3  | KTM     | 11  | Ngã xe          | 18        |      |
| Ret                                                       | 93    | Marc Márquez          | Repsol Honda Team            | Honda   | 7   | Ngã xe          | 8         |      |
| Ret                                                       | 10    | Luca Marini           | Mooney VR46 Racing Team      | Ducati  | 4   | Hư xe           | 1         |      |
| Ret                                                       | 44    | Pol Espargaró         | GasGas Factory Racing Tech3  | KTM     | 1   | Ngã xe          | 16        |      |
| DNS                                                       | 73    | Álex Márquez          | Gresini Racing MotoGP        | Ducati  |     | Không đua chính |           |      |
| Fastest lap: Enea Bastianini (Ducati) – 1:30.906 (lap 18) |       |                       |                              |         |     |                 |           |      |
| Kết quả chính thức                                        |       |                       |                              |         |     |                 |           |      |

## Bảng xếp hạng sau chặng đua
|  | Stt | Tay đua           | Điểm |
|  | --- | ----------------- | ---- |
|  | 1   | Francesco Bagnaia | 346  |
|  | 2   | Jorge Martín      | 328  |
|  | 3   | Marco Bezzecchi   | 283  |
|  | 4   | Brad Binder       | 211  |
|  | 5   | Aleix Espargaró   | 177  |

|   | Stt | Xưởng đua | Điểm |
| - | --- | --------- | ---- |
|   | 1   | Ducati    | 527  |
|   | 2   | KTM       | 283  |
|   | 3   | Aprilia   | 266  |
| 1 | 4   | Yamaha    | 152  |
| 1 | 5   | Honda     | 149  |

|  | Stt | Đội đua                     | Điểm |
|  | --- | --------------------------- | ---- |
|  | 1   | Prima Pramac Racing         | 490  |
|  | 2   | Mooney VR46 Racing Team     | 427  |
|  | 3   | Ducati Lenovo Team          | 392  |
|  | 4   | Red Bull KTM Factory Racing | 346  |
|  | 5   | Aprilia Racing              | 342  |